# نیو آلبانی، شهرستان ماهونینگ، اوهایو
نیو آلبانی نام یک محدوده ثبت‌نشده در شهرستان ماهونینگ در ایالت اوهایو در کشور ایالات متحده آمریکا است.

## تاریخچه
در سال ۱۸۴۲ یک دفتر پستی به نام "نیو آلبانی" در این منطقه تأسیس شد که تا ۱۸۸۱ فعال بوده‌است. در کنار دفتر پستی، یک آسیاب بخار نیز وجود داشته که نخستین آن، در ماهونینگ بوده‌است.